# Cho con bú ở nơi công cộng

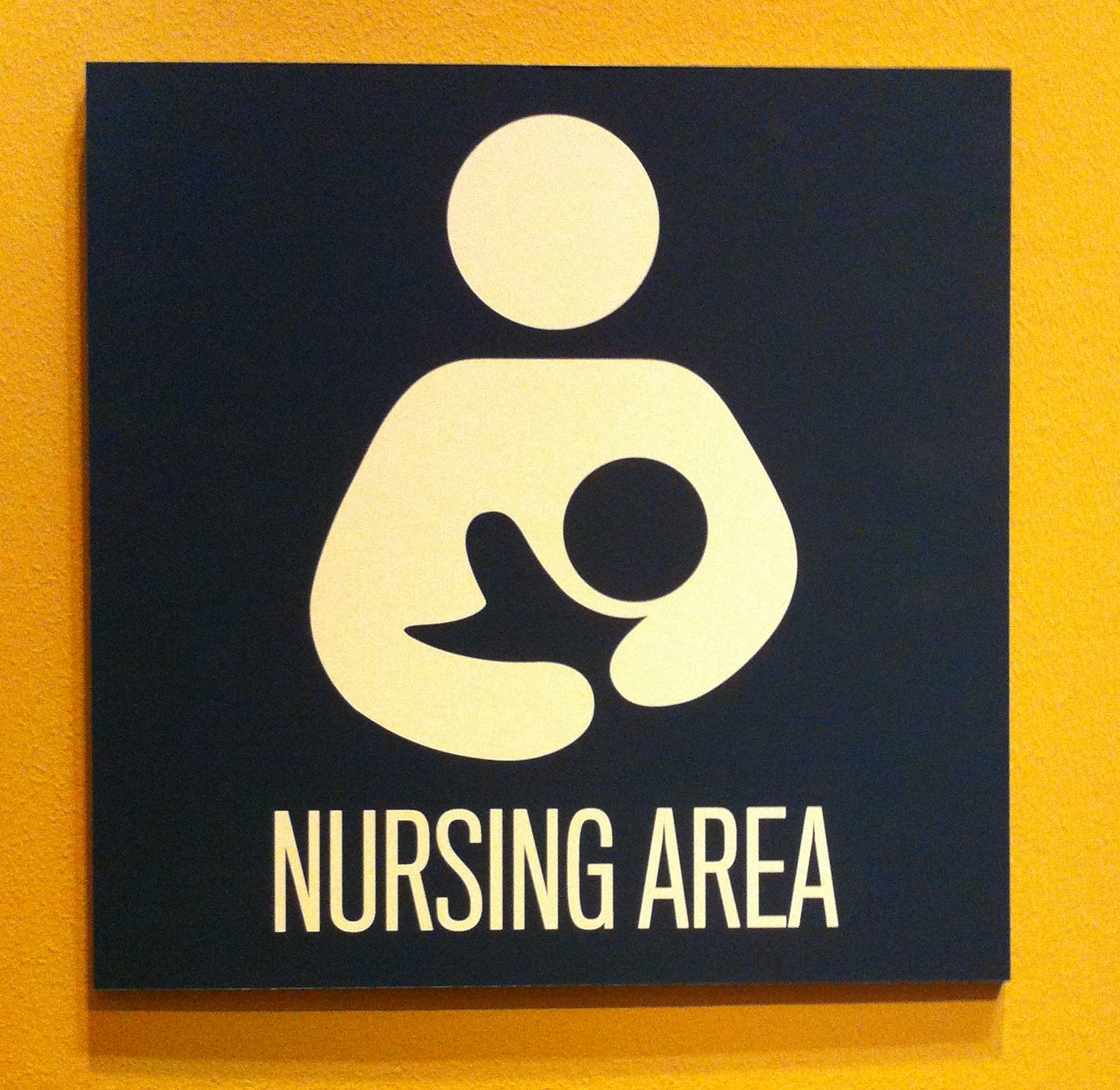
Dấu hiệu cho con bú quốc tế để chỉ định một khu vực điều dưỡng tư nhân

Thái độ xã hội và tình trạng pháp lý liên quan đến việc thực hành cho con bú trong quan điểm cởi mở của công chúng rất khác nhau trong các nền văn hóa trên thế giới. Ở nhiều quốc gia, cả ở Nam Bán cầu và ở một số nước phương Tây, cho con bú nơi công cộng là phổ biến và thường không được coi là một vấn đề. Ở những nước đó, luật pháp bảo vệ người mẹ cho con bú. Ở nhiều nơi trên thế giới bao gồm Úc, một số vùng của Hoa Kỳ và Châu Âu, cùng với một số quốc gia ở Châu Á, phụ nữ có quyền hợp pháp rõ ràng để y tá ở nơi công cộng và tại nơi làm việc.
Mặc dù việc cho con bú ở nơi công cộng có thể được chấp nhận hợp pháp hoặc được xã hội chấp nhận, tuy nhiên một số bà mẹ có thể không muốn để lộ vú ở nơi công cộng để cho con bú do sự phản đối thực tế hoặc có khả năng, bình luận tiêu cực hoặc quấy rối của người khác. Các phương tiện truyền thông đã báo cáo một số sự cố trong đó công nhân hoặc thành viên của cộng đồng đã phản đối hoặc cấm phụ nữ cho con bú. Một số bà mẹ tránh sự chú ý tiêu cực và chọn chuyển đến một địa điểm khác. Nhưng một số bà mẹ đã phản đối việc điều trị của họ, và đã có hành động pháp lý hoặc tham gia vào các cuộc biểu tình. Các cuộc biểu tình đã bao gồm tẩy chay công việc của người phạm tội, tổ chức một "y tá" hoặc cho con bú flash mob, trong đó các nhóm bà mẹ cho con bú tập trung tại địa điểm nơi khiếu nại bắt nguồn và nuôi dưỡng các em bé của họ cùng lúc, cùng thời điểm. Đáp lại, một số công ty đã xin lỗi và đồng ý đào tạo nhân viên của họ.